# Ante Matej Jurić
 (août 2025).
Pour les articles homonymes, voir Jurić.
Ante Matej Jurić, né le 26 novembre 2002 à Osijek en Croatie, est un footballeur croate qui évolue au poste d'avant-centre au Brescia Calcio.

## Biographie

### Débuts en Croatie
Né à Osijek en Croatie, Ante Matej Jurić est formé par le club local du NK Elektra Osijek puis par le NK Čepin, avant de rejoindre le NK Belišće (en) où il commence sa carrière en troisième division croate. Il termine la première partie de la saison 2021-2022 avec 15 buts inscrits pour le club, ce qui en fait le meilleur buteur de la ligue à ce moment-là, et rejoint en janvier 2022 le HNK Gorica, club avec lequel il signe un contrat courant jusqu'en juin 2025.
Il joue son premier match en première division croate avec ce club, le 16 juillet 2022, face au NK Osijek lors de la première journée de la saison 2022-2023. Il entre en jeu à la place de Josip Mitrović et son équipe est battue par deux buts à un ce jour-là.
Jurić inscrit son premier but en première division croate et pour le HNK Gorica le 17 septembre 2023 face au HNK Hajduk Split. Il entre en jeu et permet à son équipe de s'imposer par deux buts à un en marquant dans le temps additionnel (2-1 score final),.

### Brescia Calcio
Le 6 août 2024, Ante Matej Jurić rejoint l'Italie en signant en faveur du Brescia Calcio pour un contrant jusqu'en juin 2028.